# Wrześniowy świt
Wrześniowy świt (ang. September Dawn) – amerykańsko-kanadyjski dramat filmowy z 2007 roku w reżyserii Christophera Caina.

## Fabuła
Scenariusz filmu w pewnym stopniu został oparty na prawdziwej historii masakry pod Mountain Meadows, dokonanej 11 września 1857 na grupie kolonistów podążających taborem przez Terytorium Utah do Kalifornii. Film opowiada o losach związku dwójki ludzi, z dwóch wrogich sobie obozów. Podczas masakry grupa osadników została wymordowana przez miejscowych mormonów.

## Nagrody
W 2008 jeden z aktorów Jon Voight został nominowany do Złotej Maliny za najgorszego aktora drugoplanowego.

## Obsada
- Jon Voight – Jacob Samuelson
- Trent Ford – Jonathan Samuelson
- Tamara Hope – Emily Hudson
- Jon Gries – John D. Lee
- Taylor Handley – Micah Samuelson
- Huntley Ritter – Robert Humphries
- Dean Cain – Joseph Smith
- Lolita Davidovich – Nancy Dunlap
- Terence Stamp – Brigham Young